# Spider-Man: Ultimate Power
Spider-Man: Ultimate Power es un videojuego de correr sin fin desarrollado por Gameloft Software Chengdu y publicado por Gameloft para Android, BlackBerry, J2ME y Windows Phone.

## Trama
El Green Goblin, Sandman y Venom se han unido y han secuestrado a Mary Jane lo hace que Spidey luche para abrirse camino a través de los tejados y calles de Manhattan para salvarla a ella y a Nueva York.

## Jugabilidad
Ultimate Power es un juego arcade de desplazamiento lateral que consta de elementos para correr, saltar, balancearse y luchar. Hay dos modos disponibles: Historia y Supervivencia. El modo Historia requiere completar varias misiones para progresar en la historia a fin de salvar a Mary Jane secuestrada por Green Goblin, Sandman y Venom. Las misiones incluyen varias tareas simples como recolectar cosas, derrotar a enemigos designados o rescatar rehenes. El jugador puede seleccionar uno de los pocos personajes disponibles, cada uno con algunas habilidades especiales. Desbloquear a los héroes requiere gastar poco dinero para encontrar diamantes o dinero real. La moneda del juego obtenida con esfuerzo se puede utilizar para mejorar los poderes del héroe o aplicar potenciadores. El juego presenta más de 40 ubicaciones, divididas en varios distritos de la ciudad.